# Anna Maria Guarnieri
Pour les articles homonymes, voir Guarnieri.
Anna Maria Guarnieri, née le 20 août 1934 à Milan (Lombardie), est une actrice de théâtre, de télévision et de cinéma italienne.

## Biographie

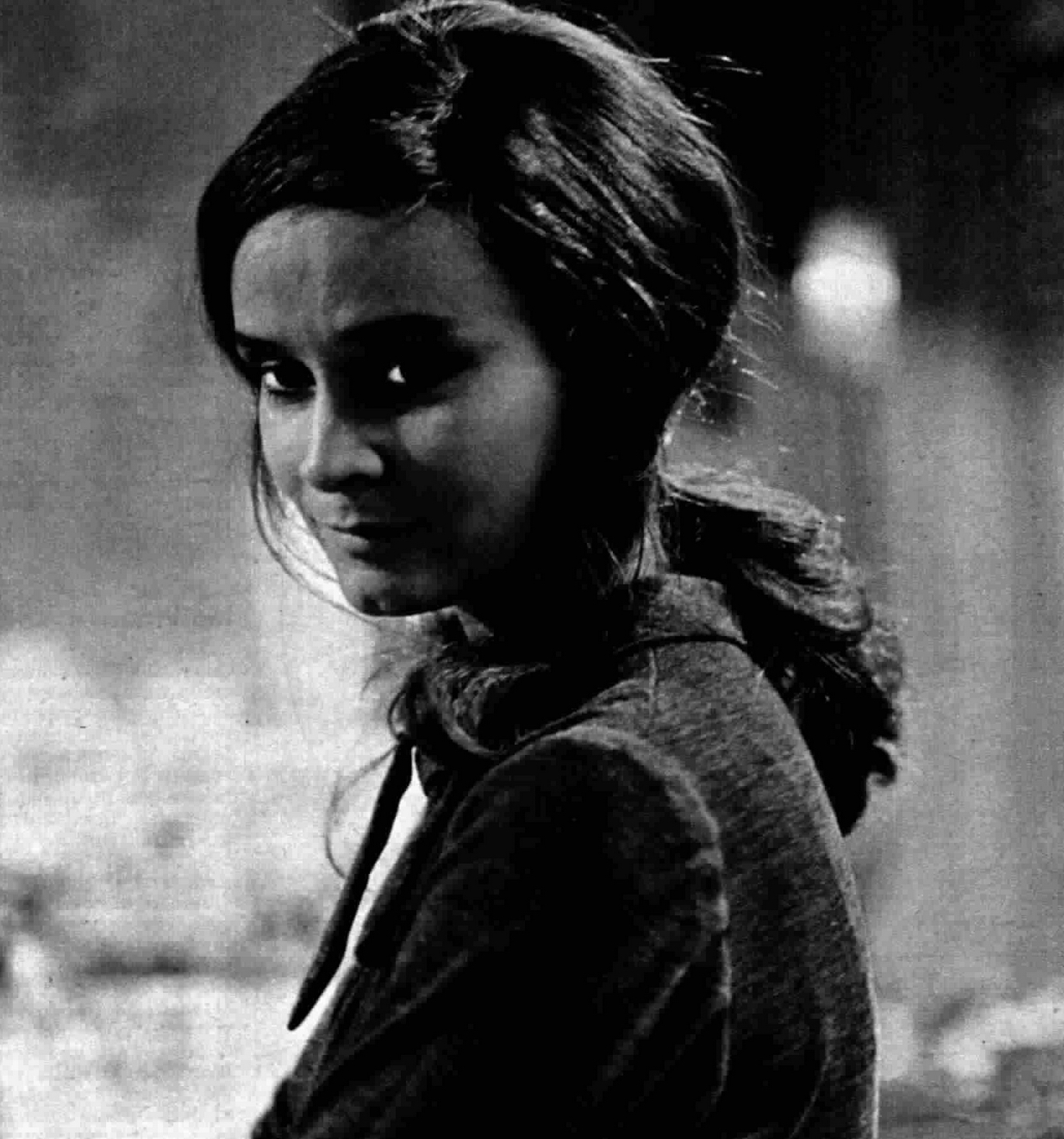
Sur scène en janvier 1971.

Elle est la fille du chef d'orchestre Antonio Guarnieri, la sœur du chanteur et compositeur Gianni Guarnieri et la nièce du compositeur Francesco de Guarnieri. Elle étudie pendant deux ans à l'Accademia dei filodrammatici de Milan, puis pendant deux ans à l'école du Piccolo Teatro, dont elle est renvoyée pour indiscipline. Elle débute en 1954, à dix-neuf ans, dans la pièce Quando la luna è blu (litt. « Quand la lune est bleue ») de Frederick Hugh Herbert, aux côtés d'Enrico Maria Salerno et de Luigi Cimara (« Elle est une actrice-née », dira d'elle Silvio D'Amico). La même année, elle rejoint la Compagnia dei Giovani, dont le noyau est composé de Romolo Valli, Giorgio De Lullo, Rossella Falk et Elsa Albani ; elle joue avec succès des rôles dramatiques, comme Le Journal d'Anne Frank, et des rôles plus légers, comme Gigi, d'après la nouvelle éponyme de Colette. Son expérience avec la Compagnia dei Giovani se termine en 1963 par une tournée en Europe de l'Est.
Après l'été théâtral véronais (it) de 1963, elle réalise des mises en scène pour Franco Zeffirelli dans les années 1963-1968, dont La lupa avec Anna Magnani au Maggio Musicale Fiorentino. En 1972, elle rejoint en tant que première actrice la compagnie Teatro Opera 2 fondée par le metteur en scène Mario Missiroli en tant que première actrice. Avec Missiroli, au Teatro Stabile di Torino (it), elle joue dans des pièces de Carlo Goldoni, Luigi Pirandello, August Strindberg, Anton Tchekhov (Sonia dans Oncle Vania, un rôle qu'elle dit chérir), William Shakespeare, John Webster et Frank Wedekind. Puis avec Luca Ronconi.
Pour la télévision, elle a joué dans les feuilletons La cittadella, E le stelle stanno a guardare et David Copperfield, réalisés par Anton Giulio Majano, ainsi que dans L'idiota et dans Umiliati e offesi, réalisés respectivement par Giacomo Vaccari et Vittorio Cottafavi. Son dernier rôle à la télévision a été dans l'adaptation de Komtesse Mitzi d'Arthur Schnitzler diffusée en 1986. Au cinéma, elle travaillé avec Mauro Bolognini, Pasquale Festa Campanile et Enzo Muzii. Dans les années 1990, elle joue principalement les grands rôles tragiques dans le théâtre d'Euripide (Clytemnestre, dans Iphigénie en Tauride) et de Pirandello (La ragione degli altri). En 2001, elle reçoit le prix Ugo Betti pour l'ensemble de sa carrière. En 2010, elle épouse l'acteur Luciano Virgilio à Udine.

## Filmographie

### Actrice de cinéma
- 1958 : Les Jeunes Maris (Giovani mariti) de Mauro Bolognini
- 1965 : Une vierge pour le prince (Una vergine per il principe) de Pasquale Festa Campanile
- 1968 : Come l'amore d'Enzo Muzii